# Всесвітня виставка 1958
Всесвітня виставка 1958, Експо 58 (нід. Brusselse Wereldtentoonstelling, фр. Exposition Universelle et Internationale de Bruxelles) проходила з 17 квітня по 19 жовтня в Брюсселі, Бельгія. Виставка стала першою великою Всесвітньою виставкою після Другої світової війни.

## Підготовка виставки

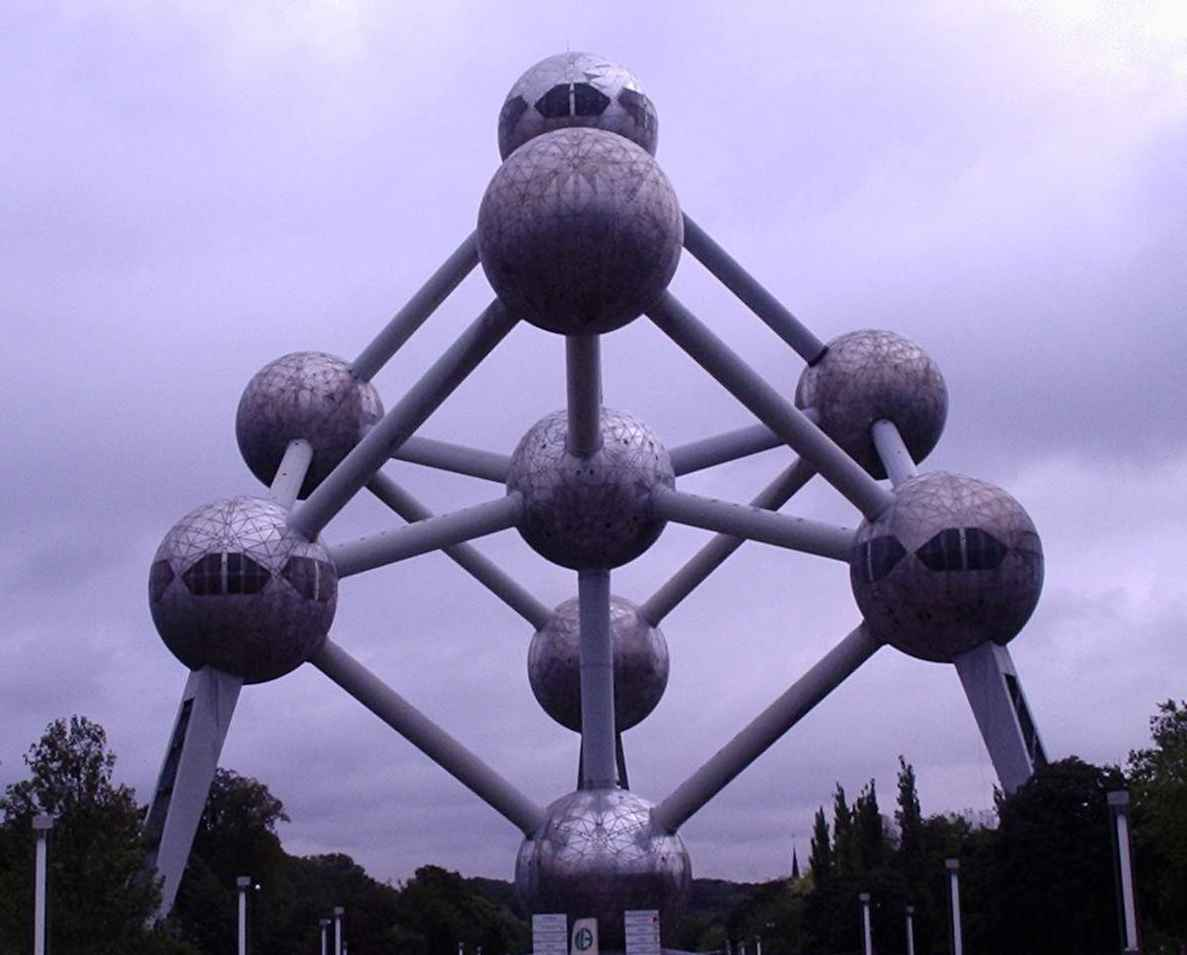
Атоміум

Всесвітня виставка готувалася протягом трьох років, будівництвом займалися близько 15 тис. робітників. Майданчик займав площу 2 км², виділену на плато Хейсель за 7 км на північний захід від центру Брюсселя. Частина виставки проходила в павільйонах виставки 1935 року, що проходила в цьому ж місці.
Для проведення виставки бельгійський уряд був змушений залучити ті кошти, на які планувалося проводити державні свята річниці бельгійської революції — загально національного дня незалежності, який широко відзначався починаючи з 1855 року кожні 25 років.
Уряд Бельгії, очолюваний прем'єр-міністром Ашилем ван Аккером, відмовився від проведення свят, використавши ці фінансові кошти для будівництва павільйонів виставки ЕКСПО.
Виставка 1958 року стала одинадцятою бельгійською світовою виставкою і п'ятою, яку провели в Брюсселі: до цього їх проводили у 1888, 1897, 1910 і 1935 роках. Після Експо'58 Бельгія більше не проводила Всесвітні виставки.
До проведення виставки в Брюсселі звели величний футуристичний пам'ятник прогресу — Атоміум.

## Україна на виставці
- Фільм українського режисера Олександра Довженка «Земля» (1930) за результатами опитування, який провела Бельгійська синематика серед 117 видатних критиків і кінознавців із 26 країн світу, було названо 12 найкращих картин усіх часів і народів.[2]
- Українська мисткиня Тетяна Яблонська була нагороджена бронзовою медаллю за картину «Хліб» (1949).[3]

## Галерея

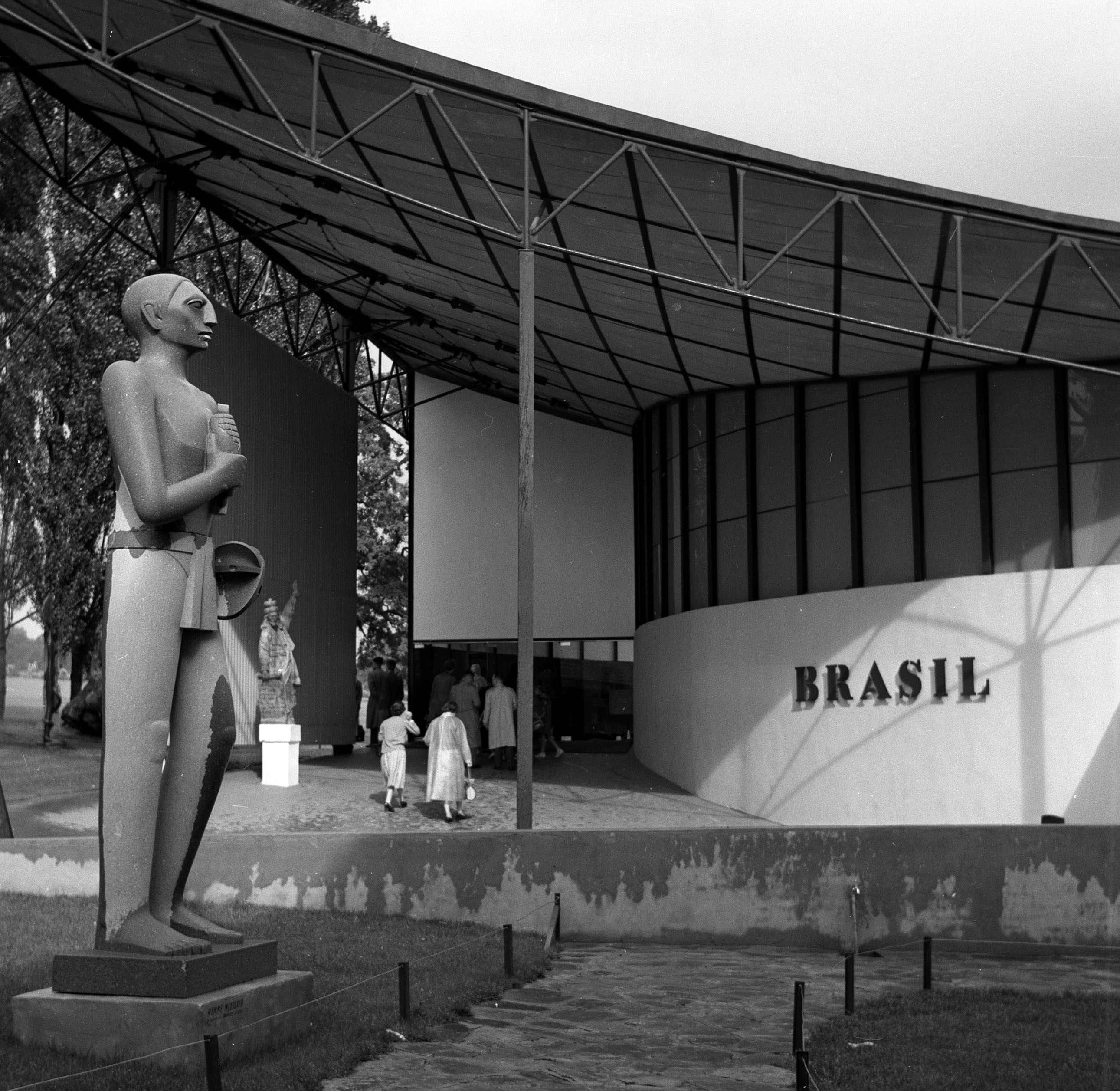
Павільйон Бразилії
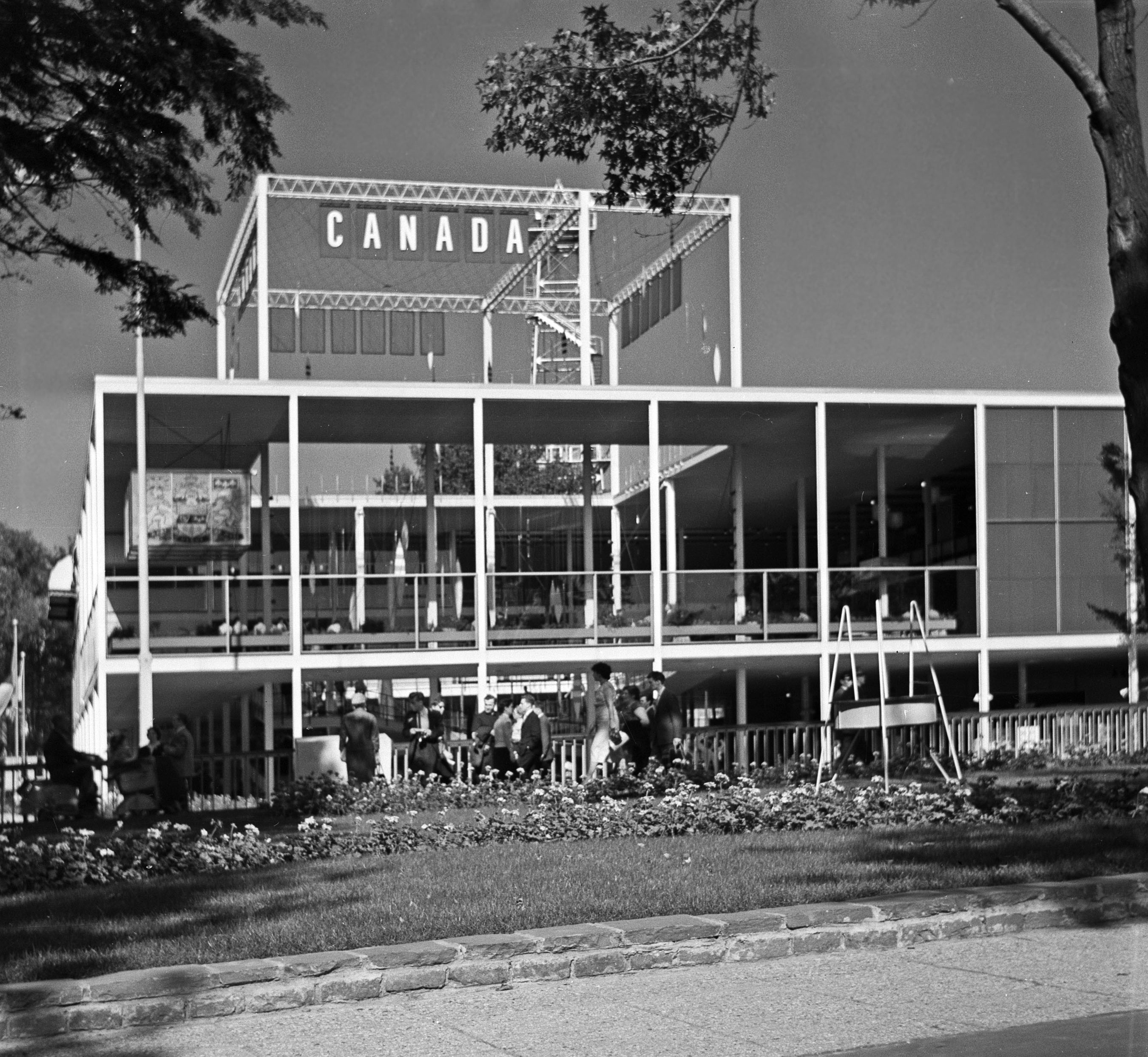
Павільйон Канади
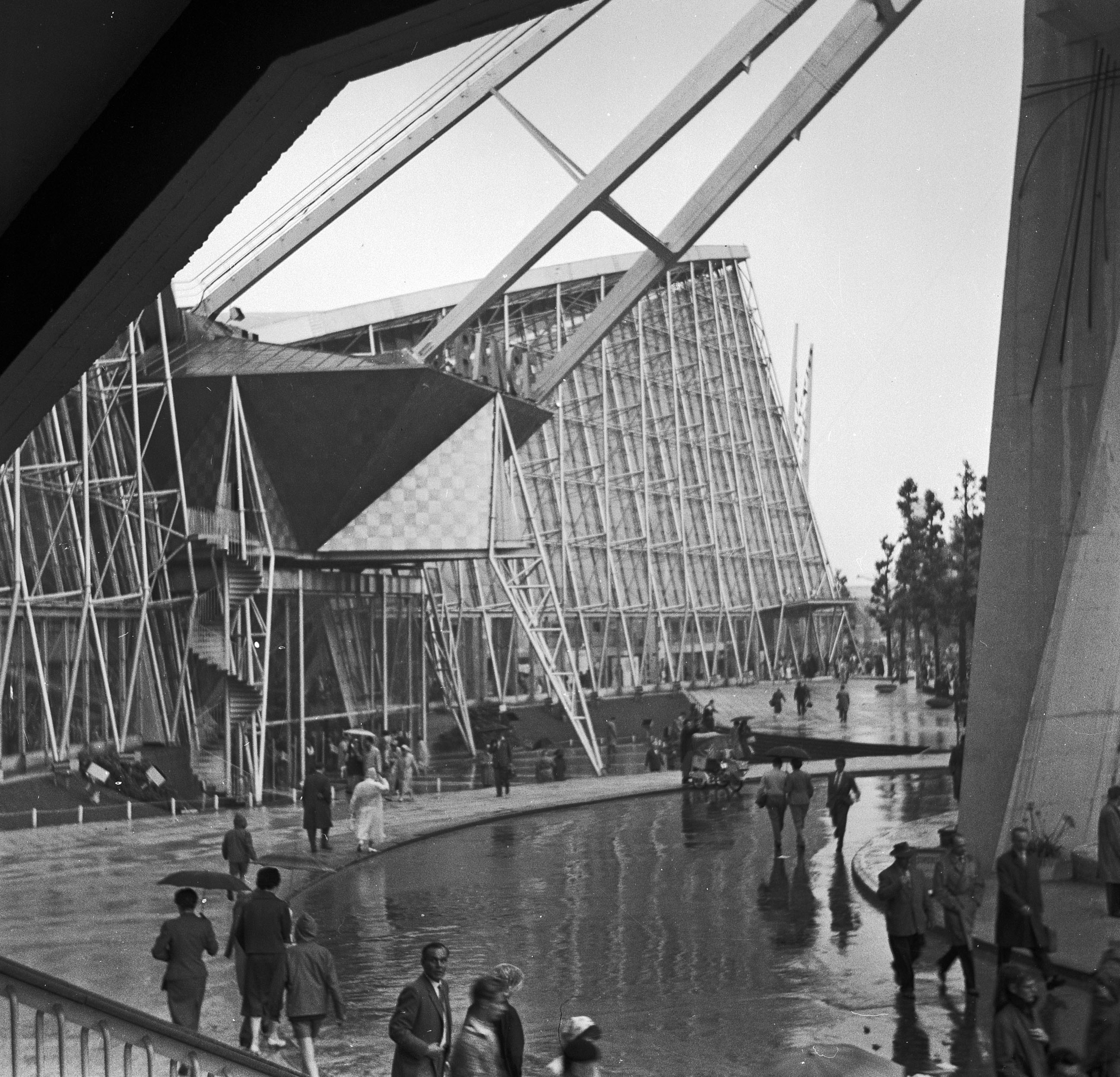
Павільйон Франції
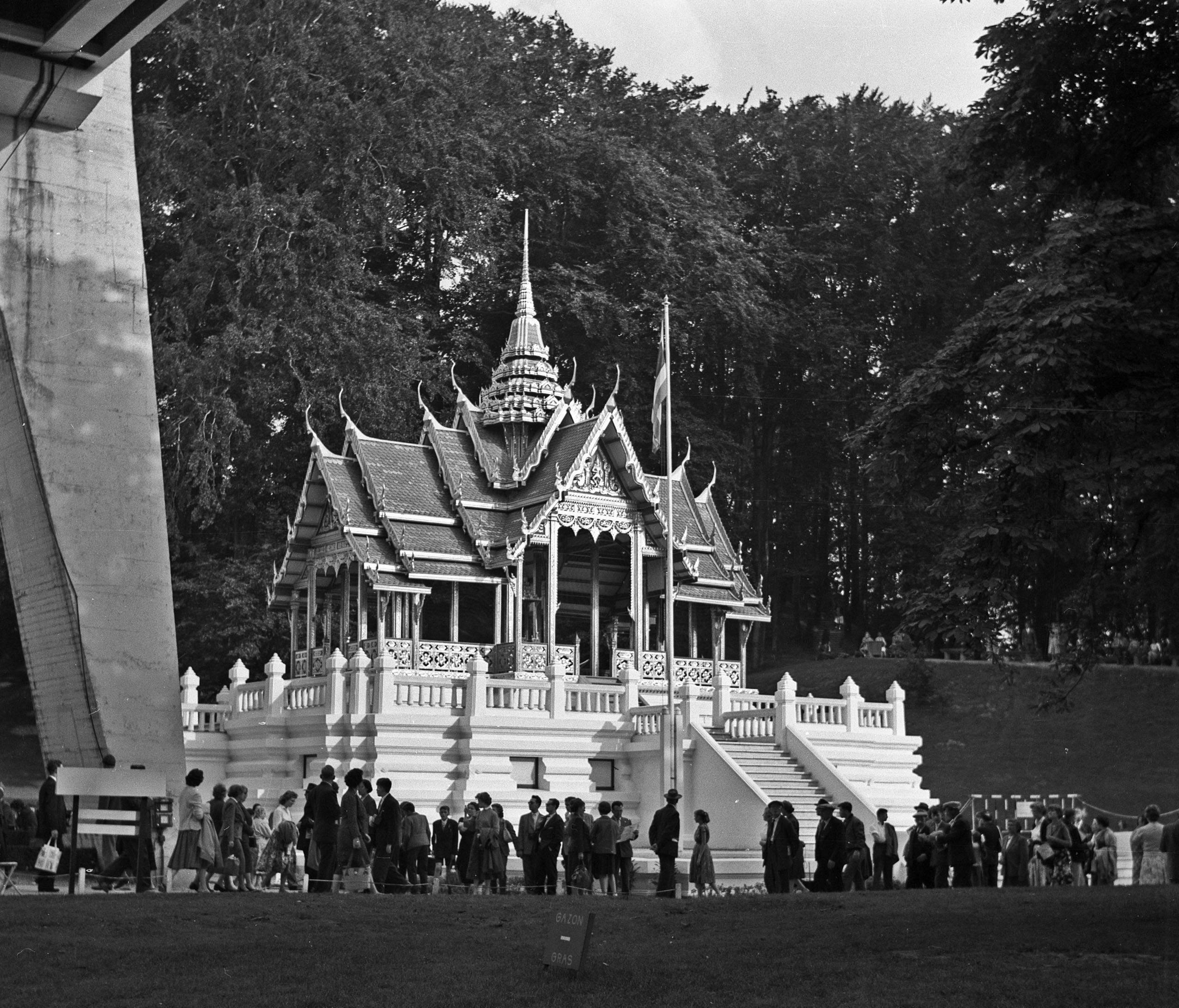
Павільйон Таїланду
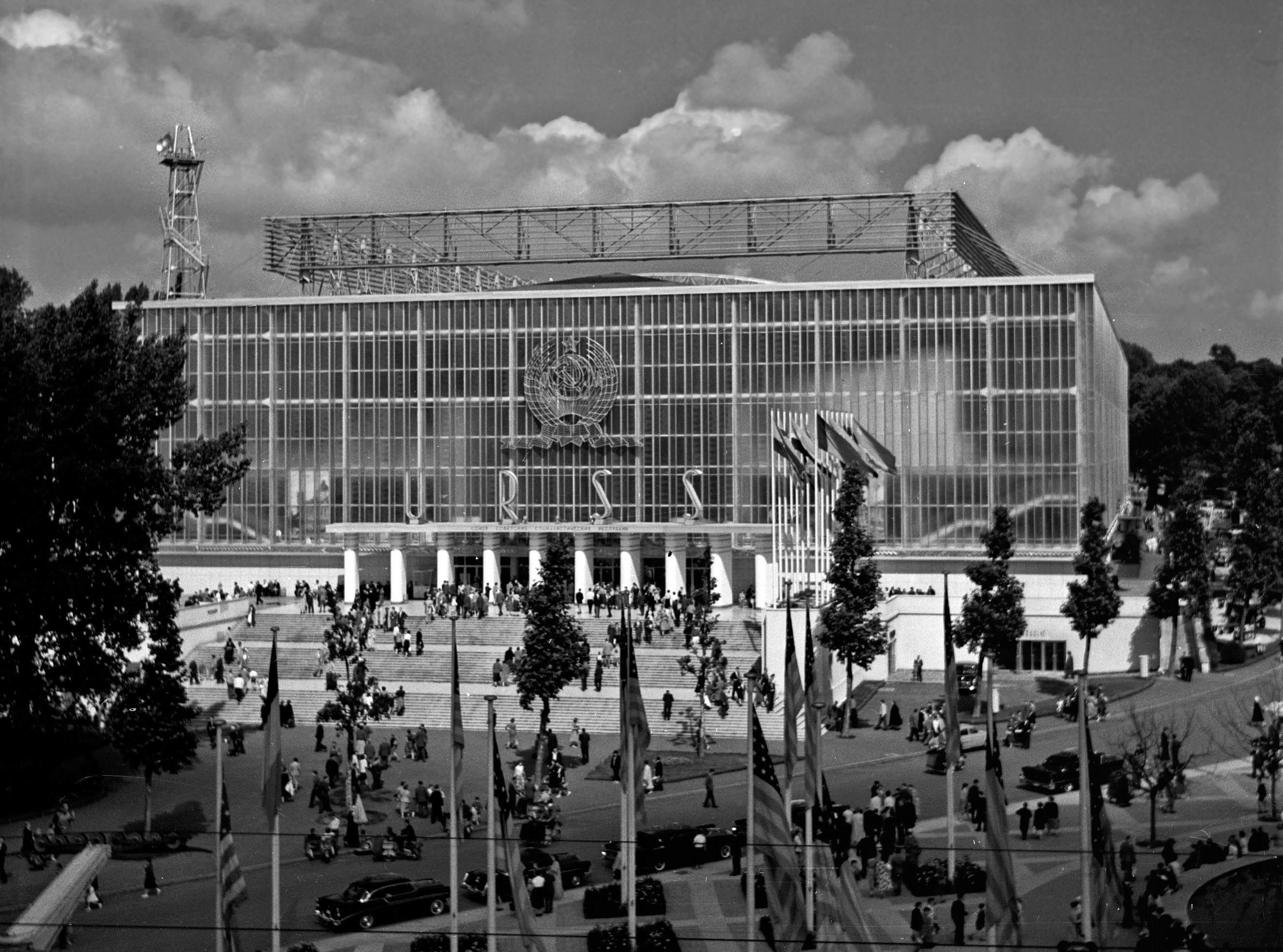
Павільйон СРСР
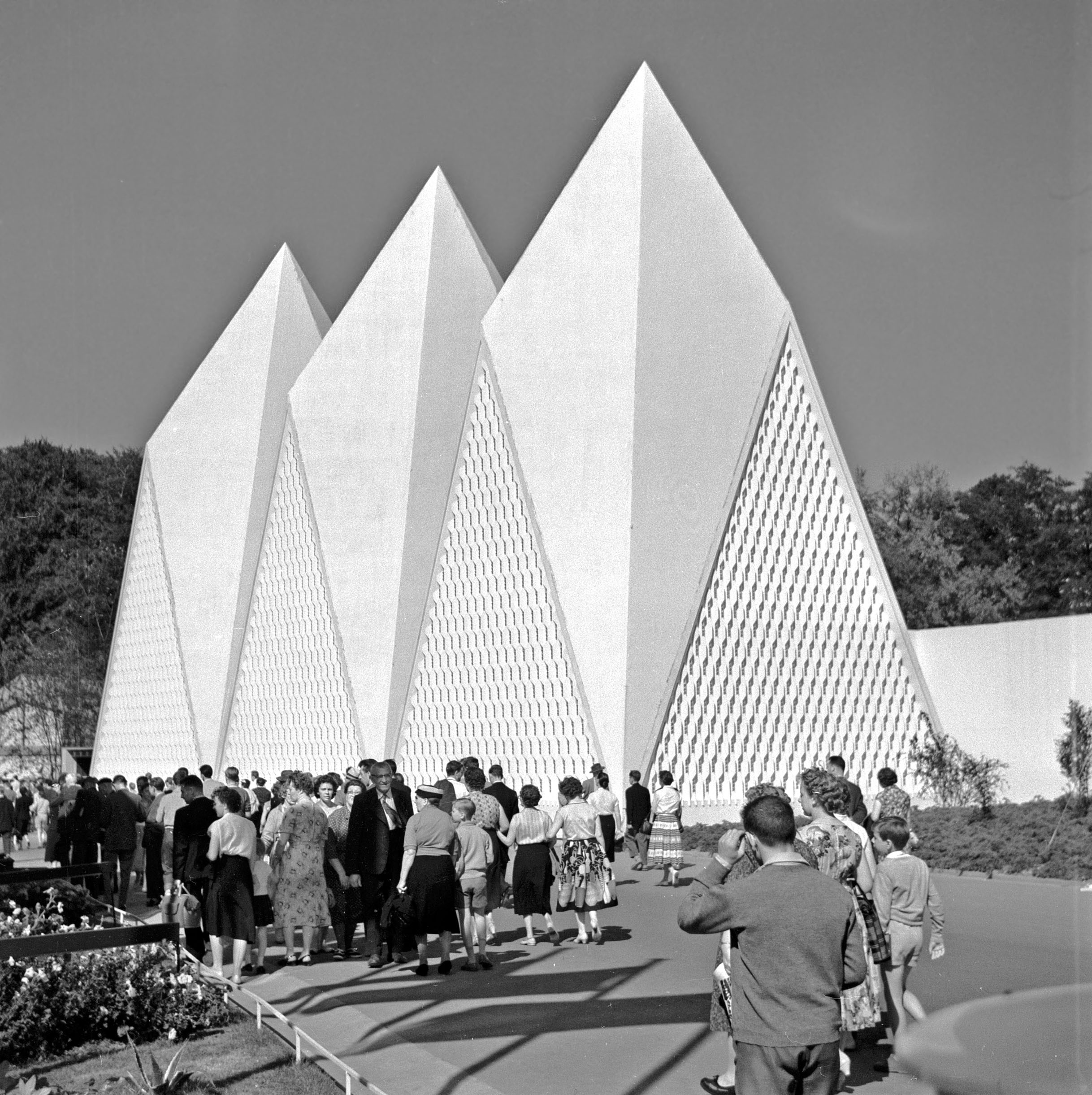
Павільйон СК
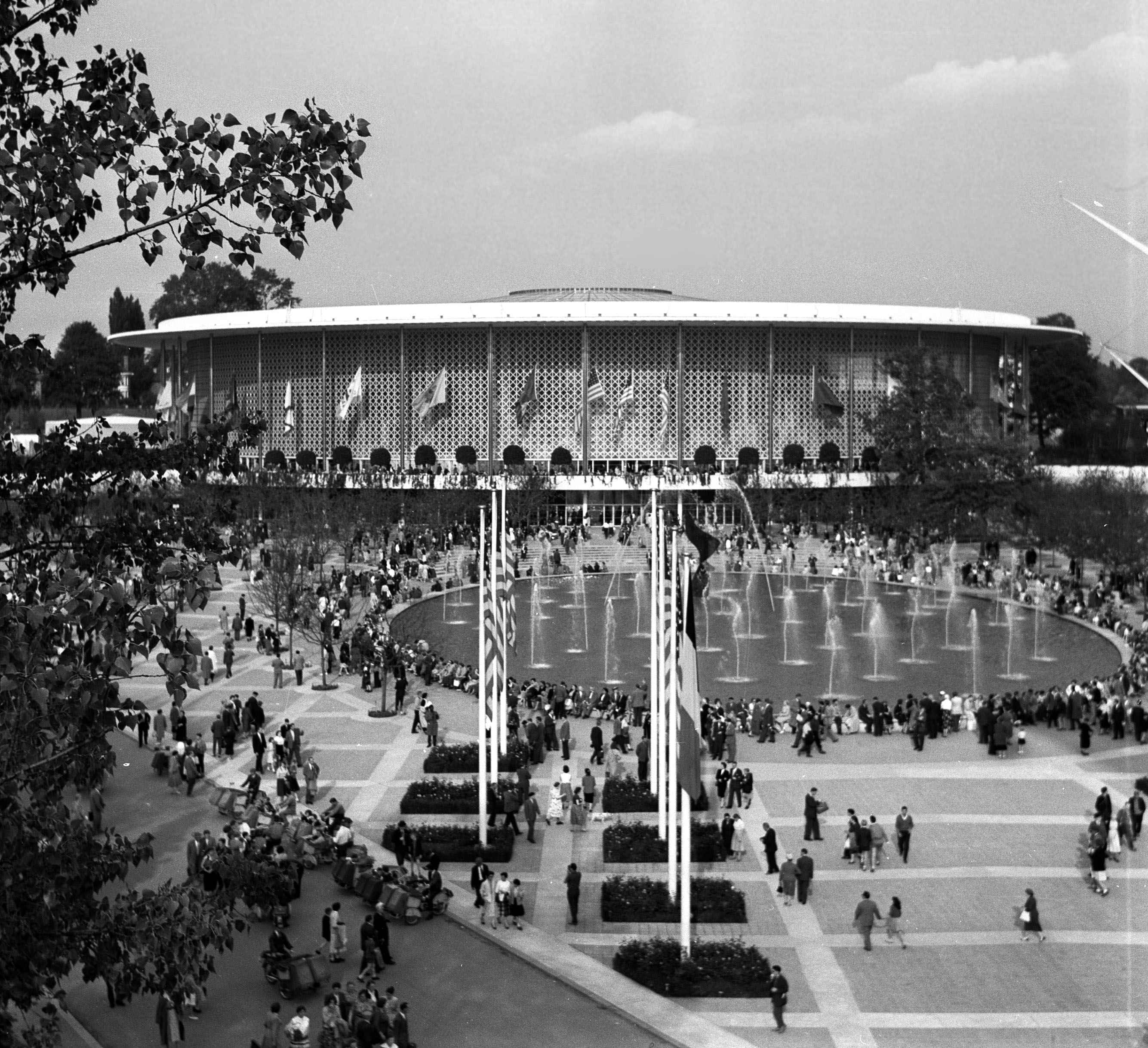
Павільйон США
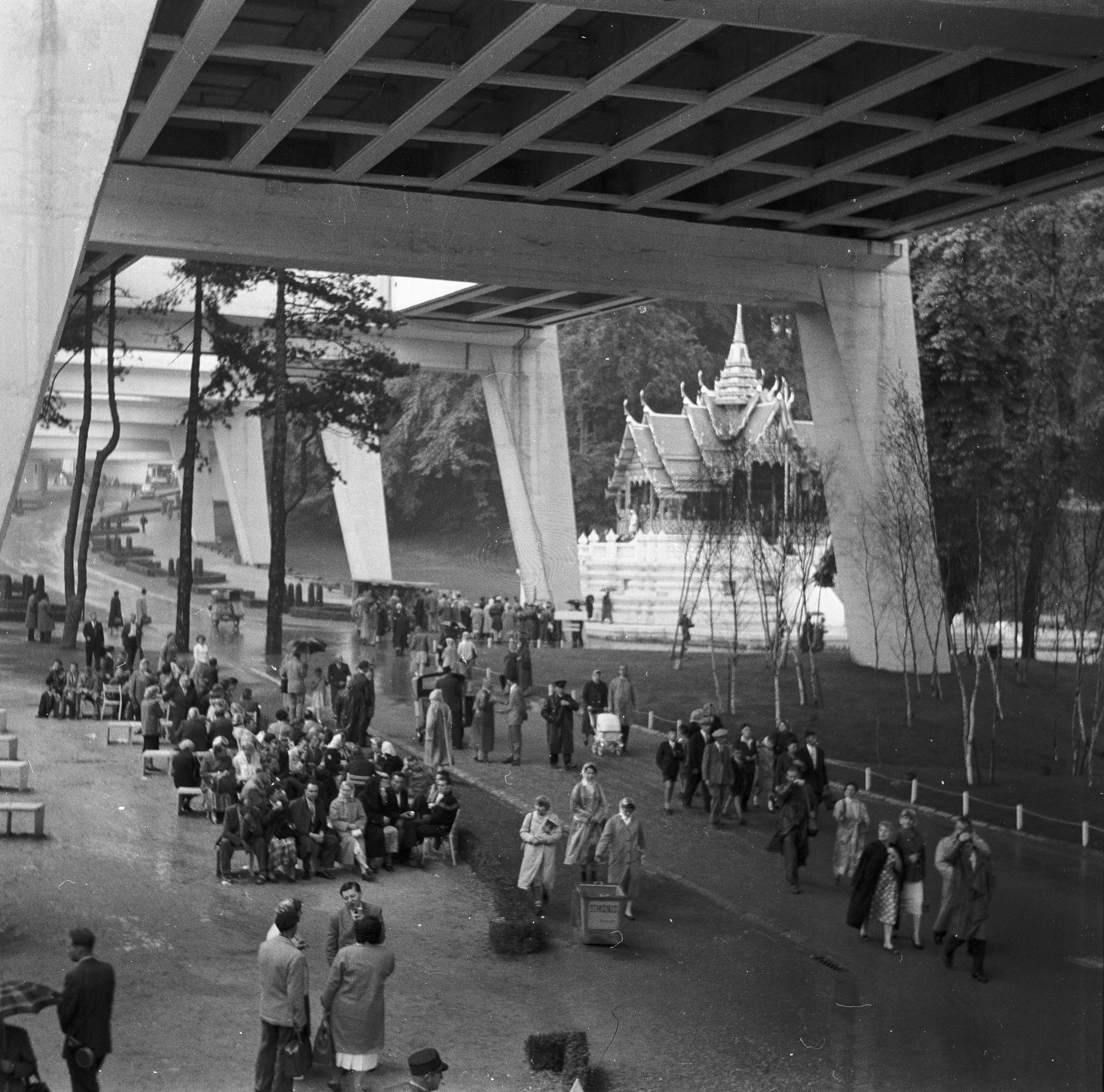
Біля тайського павільйону, липень 1958
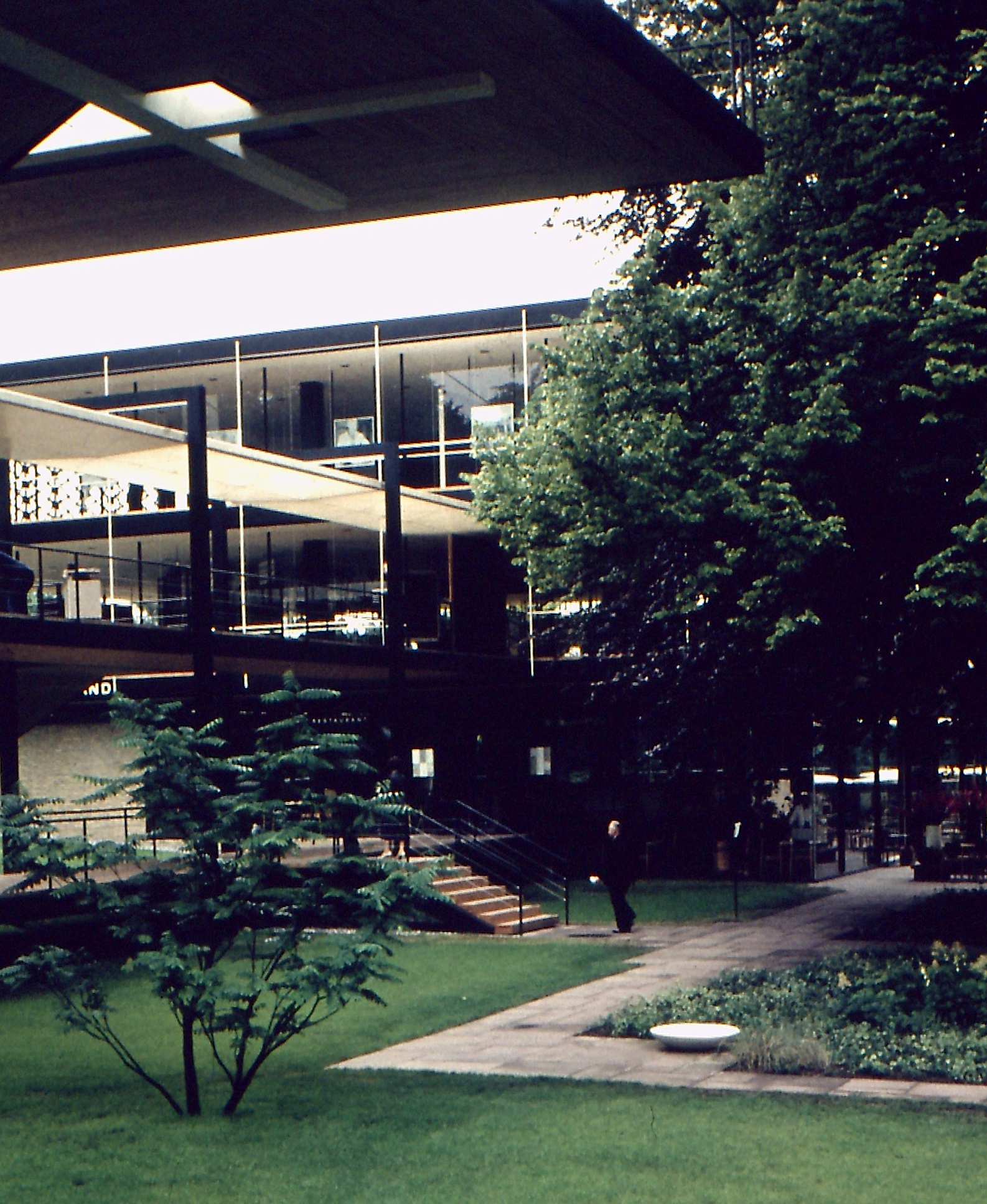
Павільйон ФРН
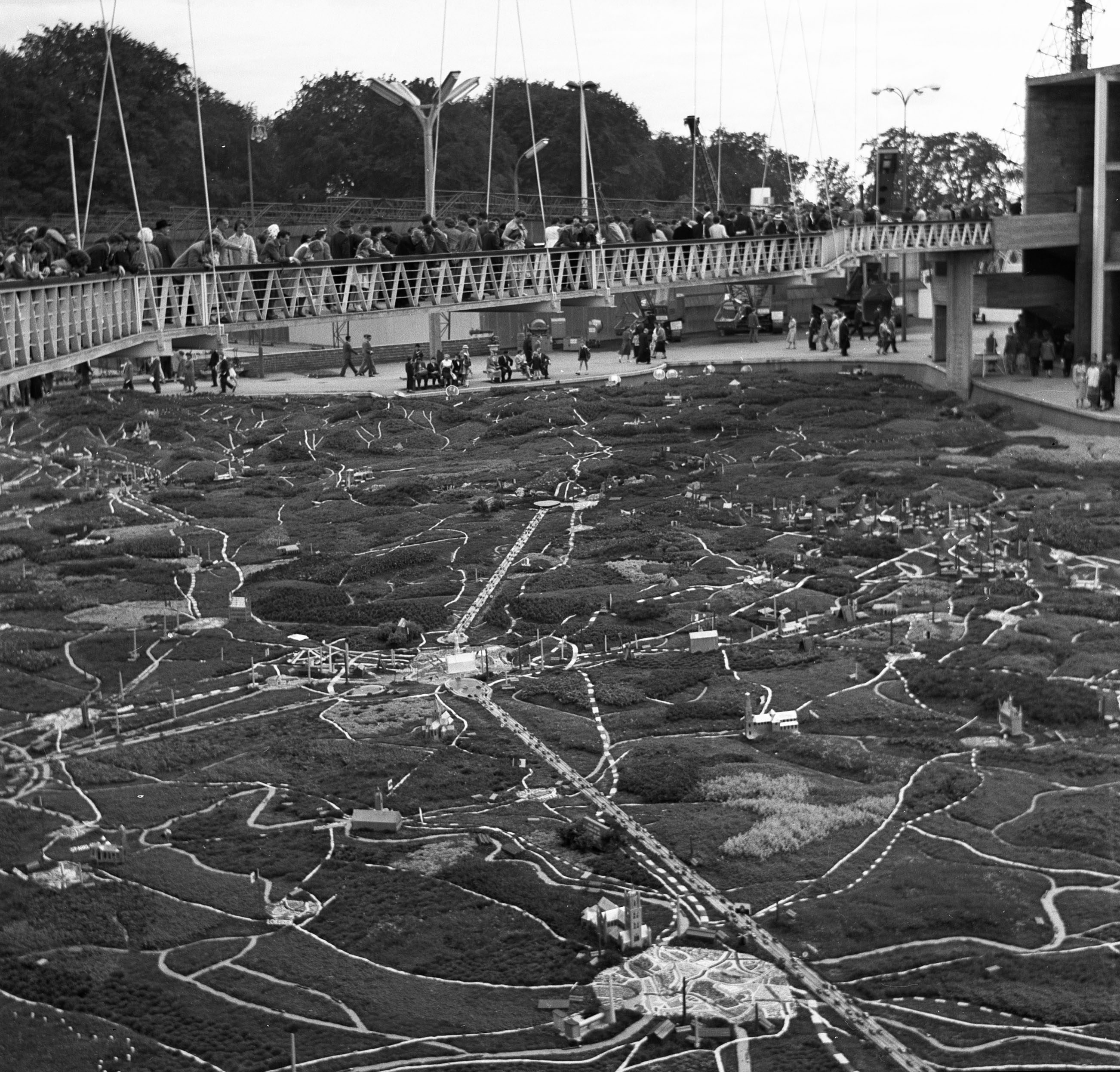
Відвідувачі переходять пішохідний міст через тривимірну масштабну мапу бельгійського краєвида, біля бельгійського павільйону, липень 1958